# Fußball-Asienmeisterschaft 1996/Qualifikation
Die Qualifikation zur Asienmeisterschaft 1996 in den Vereinigten Arabischen Emiraten wurde zwischen Januar und August 1996 ausgetragen. Nach dem Rückzug von 2 Mannschaften verblieben 33 Mannschaften die in 10 Qualifikationsgruppen spielten. Die Gruppensieger qualifizierten sich für das Endrundenturnier. Der Gastgeber VA Emirate und Titelverteidiger Japan waren für die Endrunde direkt qualifiziert.
- Japan (Titelverteidiger)
- Vereinigte Arabische Emirate (Gastgeber)

|   | Ostasien   |    | Westasien     |
| - | ---------- | -- | ------------- |
| 1 | Südkorea   | 05 | Iran          |
| 2 | China      | 06 | Irak          |
| 3 | Thailand   | 07 | Syrien        |
| 4 | Indonesien | 08 | Usbekistan    |
|   |            | 09 | Saudi-Arabien |
|   |            | 10 | Kuwait        |

## Ostasien

### Gruppe 1
Turnier in Ho-Chi-Minh-Stadt, Vietnam
Tabelle
| Pl. | Land           | Sp. | S | U | N | Tore    | Diff. | Punkte |
| --- | -------------- | --- | - | - | - | ------- | ----- | ------ |
| 1.  | Südkorea       | 3   | 3 | 0 | 0 | 017:000 | +17   | 09     |
| 2.  | Vietnam        | 3   | 2 | 0 | 1 | 013:500 | +8    | 06     |
| 3.  | Chinese Taipei | 3   | 1 | 0 | 2 | 010:100 | ±0    | 03     |
| 4.  | Guam           | 3   | 0 | 0 | 3 | 002:270 | −25   | 0      |

Spielergebnisse
| 4. Aug. 1996 | Vietnam  | – | Chinese Taipei | 4:1 |
| 5. Aug. 1996 | Südkorea | – | Guam           | 9:0 |
| 7. Aug. 1996 | Vietnam  | – | Guam           | 9:0 |

### Gruppe 2
Tabelle
| Pl. | Land        | Sp. | S | U | N | Tore    | Diff. | Punkte |
| --- | ----------- | --- | - | - | - | ------- | ----- | ------ |
| 1.  | China       | 3   | 3 | 0 | 0 | 016:100 | +15   | 09     |
| 2.  | Hongkong    | 3   | 2 | 0 | 1 | 012:300 | +9    | 06     |
| 3.  | Macau       | 3   | 1 | 0 | 2 | 007:120 | −5    | 03     |
| 4.  | Philippinen | 3   | 0 | 0 | 3 | 001:100 | −9    | 0      |

Spielergebnisse
| 30. Jan. 1996 | Hongkong    | – | Philippinen | 8:0 |
| 30. Jan. 1996 | China       | – | Macau       | 7:1 |
| 2. Feb. 1996  | Philippinen | – | China       | 0:7 |

### Gruppe 3
Turniere in Bangkok und Singapur
Tabelle
| Pl. | Land      | Sp. | S | U | N | Tore    | Diff. | Punkte |
| --- | --------- | --- | - | - | - | ------- | ----- | ------ |
| 1.  | Thailand  | 6   | 4 | 2 | 0 | 031:500 | +26   | 14     |
| 2.  | Singapur  | 6   | 4 | 0 | 2 | 016:700 | +9    | 12     |
| 3.  | Myanmar   | 6   | 2 | 1 | 3 | 011:200 | −9    | 07     |
| 4.  | Malediven | 6   | 0 | 0 | 6 | 004:300 | −26   | 0      |

Spielergebnisse
| 27. Juni 1996 | Thailand  | – | Malediven | 8:0 |
| 27. Juni 1996 | Myanmar   | – | Singapur  | 0:4 |
| 29. Juni 1996 | Thailand  | – | Myanmar   | 5:1 |
| 29. Juni 1996 | Malediven | – | Singapur  | 0:2 |
| 1. Juli 1996  | Thailand  | – | Singapur  | 1:1 |
| 1. Juli 1996  | Myanmar   | – | Malediven | 3:1 |

### Gruppe 4
Turnier in Kuala Lumpur, Malaysia
Tabelle
| Pl. | Land       | Sp. | S | U | N | Tore    | Diff. | Punkte |
| --- | ---------- | --- | - | - | - | ------- | ----- | ------ |
| 1.  | Indonesien | 2   | 1 | 1 | 0 | 007:100 | +6    | 04     |
| 2.  | Malaysia   | 2   | 1 | 1 | 0 | 005:200 | +3    | 04     |
| 3.  | Indien     | 2   | 0 | 0 | 2 | 003:120 | −9    | 0      |

Spielergebnisse
| 2. März 1996 | Malaysia   | – | Indonesien | 0:0 |
| 4. März 1996 | Indonesien | – | Indien     | 7:1 |

## Westasien

### Gruppe 5
Turniere in Teheran und Maskat
Tabelle
| Pl. | Land      | Sp. | S | U | N | Tore    | Diff. | Punkte |
| --- | --------- | --- | - | - | - | ------- | ----- | ------ |
| 1.  | Iran      | 6   | 6 | 0 | 0 | 027:100 | +26   | 18     |
| 2.  | Oman      | 6   | 4 | 0 | 2 | 023:500 | +18   | 12     |
| 3.  | Sri Lanka | 6   | 2 | 0 | 4 | 005:250 | −20   | 06     |
| 4.  | Nepal     | 6   | 0 | 0 | 6 | 002:260 | −24   | 0      |

Spielergebnisse
| 10. Juni 1996 | Oman      | – | Sri Lanka | 3:0 |
| 10. Juni 1996 | Iran      | – | Nepal     | 8:0 |
| 12. Juni 1996 | Oman      | – | Nepal     | 7:0 |
| 12. Juni 1996 | Iran      | – | Sri Lanka | 7:0 |
| 14. Juni 1996 | Sri Lanka | – | Nepal     | 3:1 |
| 14. Juni 1996 | Iran      | – | Oman      | 2:0 |

### Gruppe 6
Turnier in Amman
Tabelle
| Pl. | Land        | Sp.        | S          | U          | N          | Tore       | Diff.      | Punkte     |
| --- | ----------- | ---------- | ---------- | ---------- | ---------- | ---------- | ---------- | ---------- |
| 1.  | Irak        | 2          | 2          | 0          | 0          | 004:000    | +4         | 06         |
| 2.  | Jordanien   | 2          | 1          | 0          | 1          | 004:100    | +3         | 03         |
| 3.  | Pakistan    | 2          | 0          | 0          | 2          | 000:700    | −7         | 0          |
|     | Bangladesch | zog zurück | zog zurück | zog zurück | zog zurück | zog zurück | zog zurück | zog zurück |

Spielergebnisse
| 9. Aug. 1996  | Jordanien | – | Pakistan | 4:0 |
| 11. Aug. 1996 | Jordanien | – | Irak     | 0:1 |

### Gruppe 7
Tabelle
| Pl. | Land       | Sp. | S | U | N | Tore    | Diff. | Punkte |
| --- | ---------- | --- | - | - | - | ------- | ----- | ------ |
| 1.  | Syrien     | 4   | 3 | 0 | 1 | 006:200 | +4    | 09     |
| 2.  | Katar      | 4   | 2 | 0 | 2 | 005:400 | +1    | 06     |
| 3.  | Kasachstan | 4   | 1 | 0 | 3 | 001:600 | −5    | 03     |

Spielergebnisse
| 14. Juni 1996 | Kasachstan | – | Katar      | 1:0 |
| 21. Juni 1996 | Syrien     | – | Kasachstan | 2:0 |
| 28. Juni 1996 | Katar      | – | Syrien     | 1:0 |

### Gruppe 8
Tabelle
| Pl. | Land          | Sp.           | S             | U             | N             | Tore          | Diff.         | Punkte        |
| --- | ------------- | ------------- | ------------- | ------------- | ------------- | ------------- | ------------- | ------------- |
| 1.  | Usbekistan    | 2             | 1             | 0             | 1             | 005:400       | +1            | 03            |
| 2.  | Tadschikistan | 2             | 1             | 0             | 1             | 004:500       | −1            | 03            |
|     | Bahrain       | zurückgezogen | zurückgezogen | zurückgezogen | zurückgezogen | zurückgezogen | zurückgezogen | zurückgezogen |

Spielergebnisse
| 8. Mai 1996 | Tadschikistan | – | Usbekistan | 4:0 |

### Gruppe 9
Turnier in Riad, Saudi-Arabien
Tabelle
| Pl. | Land          | Sp. | S | U | N | Tore    | Diff. | Punkte |
| --- | ------------- | --- | - | - | - | ------- | ----- | ------ |
| 1.  | Saudi-Arabien | 4   | 4 | 0 | 0 | 010:000 | +10   | 12     |
| 2.  | Kirgisistan   | 4   | 1 | 0 | 3 | 003:700 | −4    | 03     |
| 3.  | Jemen         | 4   | 1 | 0 | 3 | 002:800 | −6    | 03     |

Spielergebnisse
| 24. Jan. 1996 | Saudi-Arabien | – | Kirgisistan | 3:0 |
| 26. Jan. 1996 | Jemen         | – | Kirgisistan | 1:0 |
| 28. Jan. 1996 | Saudi-Arabien | – | Jemen       | 4:0 |

### Gruppe 10
Tabelle
| Pl. | Land         | Sp. | S | U | N | Tore    | Diff. | Punkte |
| --- | ------------ | --- | - | - | - | ------- | ----- | ------ |
| 1.  | Kuwait       | 4   | 2 | 2 | 0 | 009:500 | +4    | 08     |
| 2.  | Libanon      | 4   | 2 | 1 | 1 | 007:600 | +1    | 07     |
| 3.  | Turkmenistan | 4   | 0 | 1 | 3 | 003:800 | −5    | 01     |

Spielergebnisse
| 10. März 1996 | Turkmenistan | – | Kuwait       | 2:2 |
| 22. März 1996 | Kuwait       | – | Turkmenistan | 2:0 |
| 12. Mai 1996  | Libanon      | – | Turkmenistan | 3:1 |